# Апостольский викариат Эсмеральдаса
Апостольский викариат Эсмеральдаса (лат. Apostolicus Vicariatus Esmeraldensis) — апостольский викариат Римско-католической церкви с центром в городе Эсмеральдас в Эквадоре.

## Территория
Апостольский викариат включает в себя территорию провинции Эсмеральдас в Эквадоре. Кафедральный собор Христа – Царя Вселенной находится в городе Эсмеральдас. Территория викариата разделена на 22 прихода. Служат 56 священников (33 приходских и 23 монашествующих), 8 диаконов, 28 монахов, 136 монахинь.

## История
Апостольская префектура Эсмеральдас была основана 14 декабря 1945 года буллой «Для стада Господня» (лат. Ad dominicum gregem) римского папы Пия XII на части территории епархии (ныне архиепархии) Портевьехо.
14 ноября 1957 года буллой «Апостольским обычаем» (лат. Solet Apostolica) того же папы Пия XII апостольская префектура была преобразована в апостольский викариат.

## Ординарии
- Иеротео де ла Сантисима Вирхен дел Кармен Вальбуэна Альварес, O.C.D. (25.10.1946 — 1954, в отставке);
- Анджело Барбизотти, F.S.C.J. (14.11.1957 — 17.9.1972, до смерти);
- Энрико Бартолуччи Панарони, M.C.C.I. (14.6.1973 — 10.2.1995, до смерти);
- Эухенио Арельяно Фернандес, M.C.C.I.  (1.6.1995 — 5.07.2021, в отставке);
- Антонио Крамери, S.S.C. (5.07.2021 — по настоящее время).